# Марк Фурий Камил
Вижте пояснителната страница за други личности с името Марк Фурий Камил.
Марк Фурий Камил (на латински: Marcus Furius Camillus) е римски военачалник и държавник от патрициански произход. Според Ливий и Плутарх, Камил триумфира четири пъти, пет пъти е диктатор, и е удостоен с титлата Втори основател на Рим.

## Ранни години
Камил принадлежи към рода Фурии, произхождащ от Тускулум в Лациум. Въпреки че градът е непримирим противник на римляните в началото на 5 век пр.н.е., Тускулум застава на тяхна страна (за разлика от повечето латински градове), когато волските и еквите повеждат война срещу Рим. Скоро Фуриите навлизат в римското общество, започвайки дълга поредица от магистратски длъжности. По този начин към 450 пр.н.е. родът става една от важните римски фамилии.
Бащата на Камил е патрицианският консулски трибун Луций Фурий Медулин, който има най-малко трима сина: най-възрастният от всички е Луций Млади, който е консул през 413 и 409 пр.н.е.; вторият носи името Спурий консулски трибун през 400 пр.н.е.. Третият, Марк, получава името Камил, което е название на момчето, помощник на жреца при религиозните ритуали и това предполага, че Марк е служил като такъв по време на детството си. Освен това, в годината на раждането си, неговият роднина, Квинт Фурий, е римски Понтифекс максимус.

## Кариера
Камил участва във войните с еквите и волските, където се отличава и впоследствие е военен трибун.

### Войната срещу Вейи
През 406 пр.н.е. Рим обявява война на съперника си – етруския град Вейи. Силният град е добре укрепен на издигнато място, което налага няколкогодишна римска обсада. През 403 пр.н.е. Марк е назначен за цензор, заедно с Марк Постумий Албин Региленсис. Посредством продължително облагане с данъци, участва в намирането на решение на финансовите проблеми на Рим, които са резултат на непрекъснатите военни кампании.През 401 пр.н.е., с нарастването на непопулярността на войната в Рим, Камил е назначен за военен трибун. Поема командването на римската армия и за кратко време печели победи над двата съюзника на Вейи, Фалерии и Капена.
Когато Рим търпи няколко поражения през 396 пр.н.е., десетата година на войната, римляните се обръщат към Марк Фурий, на когото са дадени правомощията на диктатор. След победата над Фалерии и Капена край Непи, Камил започва последния щурм на Вейи. Войниците му издълбават проход под стените на града и успяват да се промъкнат и да разгромят защитниците. Желаейки не толкова капитулацията на Вейи, а пълното му унищожение, римляните избиват цялото мъжко население и взимат в робство жените и децата. Плячката е огромна. За битката, Камил настоятелно призовава за защита богинята Mater Matuta, а после заграбва статуята на Юнона за Рим. Връщайки се в града, Марк Фурий влиза на квадрига, и масовите празненства продължават четири дни.
Камил не е съгласен с плана на плебеите да населят Вейи с половината население на Рим. Това би решило проблемите на бедните, но патрициите се противопоставят. Марк протака проекта, докато накрая окончателно е изоставен.
За да довърши Фалерии, който е последния съпротивляващ се град от тази война, през 395 пр.н.е. Марк Фурий отново е избран за военен трибун. Той използва възможността да отвлече вниманието от острия конфликт между социалните класи в Рим пред общата външна заплаха. Камил обсажда Фалерии и след като отхвърля като неморално предложението на местен учител, който е предал повечето местни деца на римляните, жителите на града, подтикнати от благодарност, сключват мир с Рим.
Целият полуостров е впечатлен от победите на Камил. Еквите, волските и Капена предлагат мир. Рим увеличава територията си със 70 процента, като част от земята е раздадена на нуждаещите се. Градът става най-могъщия в централна Италия.
Римляните са недоволни, поради факта, че никаква плячка не е взета от Фалерии. Освен това, Марк Фурий се противопоставя и на преразпределението на земята, и на неконтролираното римско заселване на Вейи. Затова е и дискредитиран от политическите си противници, които го обвиняват в незаконно присвояване на етруска плячка.
Приятелите на Марк му обясняват, че макар осъждането да е неизбежно, те биха помогнали да се заплати глобата. Камил отхвърля това, избирайки изгнанието. Напуска Рим с жена си и сина си Луций и заминава за Ардея. В негово отсъствие е осъден да заплати 1500 денарии.

### Войната срещу галите
През юли 387 пр.н.е. галите (които са нахлули в по-голямата част от Етрурия) достигат до Клузиум, чиито жители се обръщат към Рим за помощ. Римската делегация обаче предизвиква сблъсък и галите се отправят към Рим. След като цялата римска армия е разбита в битката при река Алия, беззащитния град е подложен на обсада. Римските войски отстъпват в опустошения Вейи, докато по-голямата част от жителите се оттеглят в етруския град Цере. Въпреки всичко, обкръжените римски войници продължават да се съпротивляват на Капитолия. Галите се настаняват в града, попълвайки запасите си като разрушават и плячкосват околните селища.
Когато част от галите се отправят към Ардея, Камил, който сега е частен гражданин, организира местните сили за отбрана. В специална реч, той обръща внимание на това, че галите винаги изтребват разгромения враг. Камил открива, че галите са твърде невнимателни, празнувайки последните си трофеи с бурни празненства в лагера си. Той атакува през нощта и лесно разбива неприятеля.

### Второто основаване на Рим
Камил е приветстван от римските изгнаници, разпръснати из цялата област. След като отказва импровизирано водачество, вестоносец се промъква на Капитолия и там Марк Фурий официално е обявен за диктатор от римските сенатори, за да се изправи срещу галите.
В лагера край Вейи, Камил събира 12-хилядна армия, като повечето от мъжете се присъединяват извън областта. Галите изпитват сериозни затруднения, страдайки от доста лошите хигиенни условия. Като римски диктатор, Камил преговаря с вожда на галите, Брен, и те се оттеглят от града, установявайки се на лагер край близкия Габински път. Ден по-късно, Марк Фурий, със свежата си армия, влиза в схватка с тях и ги принуждава за се оттеглят, след близо седеммесечна окупация.
Камил прави жертвоприношение за успешното завръщане и заповядва построяването на храм на Айо Локуций. После усмирява претенциите на плебейските оратори, които продължават да настояват за преместване във Вейи. След като нарежда дебат в Сената, Камил разпалено спори за оставане, което римляните одобряват единодушно. Възстановяването на града трае цяла година.

### Войни срещу съседите на Рим
По време на възстановяването, волските и еквите нахлуват на римска територия, някои от латинските градове въстават, а етруските обсаждат Сутриум, един от съюзниците на Рим. Камил, който тогава е военен трибун, през 385 пр.н.е. отново е избран за диктатор от римляните.
Когато врагът обсажда града, Камил избива по-голямата част от нашествениците на Марсовите височини, запалвайки палисадите им по време на ветровитите сутрешни часове. След това разгромява волските на югоизток, в битката при Мециум, недалеч от Ланувиум. После превзема и Бола, столицата на еквите и подчинява волските. Все пак Камил не успява да превземе столицата им Анциум, а римляните губят Сатрикум.
Накрая, Марк Фурий пристига край Сутриум, чието население малко преди това е прогонено от етруските. Камил преценява, че те са се отдали на бурни празненства в завладения град и връхлита противника. Етруските са толкова пияни, че Камил успява лесно да превземе Сутриум.
След тази кампания, диктаторът отпразнува триумф в Рим. Чрез Камил римляните доказват военната си сила и нападателните си способности.

### Трибун и диктатор
През 381 пр.н.е. Камил отново е военен трибун. Службата му е помрачена най-вече от харизматичния Марк Манлий Капитолин, който става най-известният оратор, около когото се събират всички плебеи.
След последната римска експедиция, южните племена се държат надменно с римляните. Няколко града на волските, като Анциум, Пренесте и Велитра, се обединяват. Те освобождават Сатрикум, избивайки цялото римско население. Преди това Марк е избран за военен трибун за шести път. Здравето му е влошено, но му е отказано оттегляне. Камил решава, че може да командва чрез сина си Луций. На бойното поле, макар че Камил помага на военните действия от отдалечен лагер, Луций не успява да се справи със задачата и Марк Фурий е принуден да влезе в битката.
Поради факта, че много от военнопленниците са от Тускулум, Камил води римляните натам и градът без бой се присъединява към тях, като на неговите жители са осигурени и пълноправни римски права. Това благоприятно развитие се дължи на местния произход на рода Фурии. След тези събития, Камил решава да се оттегли окончателно.
През 365 пр.н.е. Камил отново е избран за диктатор – този път привидно заради войната с велетрите. Всъщност, патрициите в Сената очакват той да осигури позициите им срещу бунтуващите се плебеи – кризата на социалните класи се е влошила след един доста критичен икономически момент.
Тъй като галите отново наближават Лацио, римляните се обединяват, въпреки острите си класови различия. Камил е избран за диктатор за пети път. Той активно организира защитата на града. По негова заповед са изработени гладки железни шлемове и обковани с месинг щитове, които добре предпазват римските войници от основното оръжие на галите – техните мечове. Също така се използват и дълги копия, които да държат мечовете далеч.
Галите се разполагат на лагер край река Анио, носейки със себе си товари придобита плячка. Близо до тях, на възвишенията Албани, Камил осъзнава тяхната неорганизираност, дължаща се на неконтролираното им празнуване. Преди утрото, леката пехота внася безредие в отбраната на галите, а тежката пехота и копиеносците довършват армията им. След битката, велетрите доброволно се предават на Рим. Обратно в града, Камил отпразнува нов триумф.

## Разногласия на социалните класи
В Рим плебеите настояват за двама консули. Патрициите продължават да отказват безкомпромисно и отново търсят опеката на Камил. Плебеите се опитват да го арестуват, но Марк Фурий своевременно успява да свика събрание на Сената, по време на която успешно убеждава сенаторите да приемат плебейските искания, гласувайки Lex Licinia Sextia. Създаването на нова плебейска магистратска длъжност е последвано от големи празненства. Камил нарежда да се построи храма на Конкордия, близо до Римския форум.

## Смърт
Рим е покосен от смъртоносна чума, която засяга и голяма част от обществените личности в града. Сред тях е и Камил, който умира през 365 пр.н.е. След смъртта си е обявен за „Втори основател на Рим“.

### Първични източници
- Ливий. v.10, vi.4
- Плутарх. Camillus
- Плутарх. The Parallel Lives – The Life of Camillus:
  - ((en)) Чикагски университет
  - ((en)) Проект Гутенберг

### Вторични източници
- ((en)) Биография на Камил на страницата Livius.org Архив на оригинала от 2006-05-06 в Wayback Machine.
- Полибий ii. 18; T. Mommsen. Römische Forschungen. 1879 г. ii. стр. 113 – 152
- Тази статия включва текст от Encyclopædia Britannica Eleventh Edition, която днес е обществено достояние.